# Ahraura
Ahraura là một thành phố và là một ban đô thị (municipal board) trong quận Mirzapur trong bang Uttar Pradesh của Ấn Độ.

## Địa lý
Ahraura có vị trí 25°01′B 83°01′Đ / 25,02°B 83,02°Đ Nó có độ cao trung bình là 87 mét (285 foot).

## Cơ cấu dân số
Theo điều tra dân số Ấn Độ năm 2001, Ahraura có dân số 23.142 người. Nam giới chiếm 52% dân số, nữ giới chiếm 48% dân số. Ahmedgarh có tỷ lệ biết chữ bình quân 53%, thấp hơn mức trung bình 59,5% của toàn quốc. 18% dân số có độ tuổi dưới 6.